# James Burton
James Burton (Dubberly, 21 agosto 1939) è un chitarrista statunitense rock & roll e country.
Grande chitarrista sin dai tempi d'oro del rock & roll, ha accompagnato diversi musicisti di spicco della scena musicale statunitense, fra cui  Bob Luman, Dale Hawkins, Ricky Nelson, Elvis Presley, Johnny Cash, Merle Haggard, John Denver, Gram Parsons, Emmylou Harris, Jerry Lee Lewis, Claude King, Elvis Costello, Joe Osborn, Roy Orbison, Joni Mitchell, Vince Gill ed Allen "Puddler" Harris. 
Dal 2001 è membro della Rock and Roll Hall of Fame, introdotto da un discorso di Keith Richards.

## Biografia
Nato a Dubberly, Louisiana, Burton si spostò a Shreveport con la sua famiglia nel 1949. Imparò da solo a suonare la chitarra e intorno ai tredici anni suonava già in modo semi-professionale. Un anno dopo fu assunto nella band del popolarissimo spettacolo radiofonico di Shreveport Louisiana Hayride. Burton, ancora adolescente, lasciò quindi Shreveport per Los Angeles dopo essere entrato a far parte della band di Ricky Nelson. A Los Angeles partecipò a diverse registrazioni come turnista, creando ed incidendo, nel 1957, l'assolo di chitarra del brano di Dale Hawkins "Susie Q".
Burton suonò la chitarra solista in tutti i brani di Ricky Nelson tra il 1958 e il 1967. Nel 1965 cominciò a lavorare al programma televisivo Shindig! e lasciò la band di Nelson due anni dopo. L'esposizione televisiva era unita ad un continuo lavoro in studio di registrazione con una grande varietà di artisti, spesso come sideman non accreditato. A causa della mole di lavoro, Burton rifiutò l'offerta di far parte della prima band di Bob Dylan e quella di suonare con Elvis Presley per il suo spettacolo di ritorno in televisione nel 1968, intitolato Elvis.
Nel 1969, Elvis Presley chiese ancora a Burton di partecipare al suo spettacolo a Las Vegas e questa volta Burton accettò. Entrò nella TCB Band e accompagnò Elvis dal 1969 sino al 1977, anno della morte di Elvis, senza perdere un solo spettacolo.
Negli anni 1975 e 1976, mentre era ancora in tour con Elvis, James Burton fu uno dei primi membri della band di Emmylou Harris, la "Hot Band", dopo la morte di Gram Parsons. Tuttavia, quando Elvis fu pronto a tornare sul palco, Burton tornò a suonare con lui. Poco prima che Elvis morisse, James Burton fu chiamato ad accompagnare John Denver durante uno special televisivo. Su richiesta di Denver, James Burton cominciò una collaborazione regolare con questi poco tempo dopo la morte di Elvis, a partire dall'album I Want to Live.
Nel 1990, Burton è tornato a vivere permanentemente a Shreveport.
In suo onore si tiene un festival annuale chiamato James Burton Guitar Festival. La sua fondazione James Burton Foundation si occupa di insegnare la musica ai giovani, ed esegue opere benefiche come la distribuzione gratuita di chitarre ai bambini ospedalizzati.
Nel 2003 è stato inserito al diciannovesimo posto nella Lista dei 100 migliori chitarristi secondo Rolling Stone.

## Strumentazione
Burton lavora con vari amplificatori per assicurare flessibilità e varietà di suoni. Ha utilizzato un Music Man 210-150, un vecchio Fender Twin con speaker Lansing modello K e un Fender Deluxe del 1964. La sua chitarra prediletta è sempre stata una Fender Telecaster, in due modelli: una gialla, che gli regalarono i suoi genitori nel 1951, ed una Paisley Red del 1969. Nel 1991 la casa produttrice gli ha dedicato un'Artist Signature basandosi su quest'ultima. Altri due modelli di Telecaster sono stati dedicati a James Burton, nel 1996 e nel 2006.

## Album (solista o co-solista)
- 1968 - Corn Pickin' and Slick Slidin' (Capitol Records, T 2872) con Ralph Mooney
- 1971 - James Burton (A&M Records, SP-4293)
- 2005 - God Loves You (Autoprodotto, 7506)
- 2010 - Choral Music (Hyperion Records, CDA67787) con Einojuhani Rautavaara e Schola Cantorum of Oxford
- 2014 - Guitar Heroes (Stony Plain Records, SPCD 1381) con Albert Lee, Amos Garrett e David Wilcox